# Élections législatives de 1958 en Martinique
Les élections législatives françaises de 1958 se déroulent les 23 novembre 1958 et 30 novembre 1958. Dans le département de la Martinique, trois députés sont à élire dans le cadre de trois circonscriptions.

## Élus
| Circonscription | Député élu             | Parti | Parti |
| --------------- | ---------------------- | ----- | ----- |
| 1re             | Emmanuel Véry-Hermence |       | SFIO  |
| 2e              | Aimé Césaire           |       | PPM   |
| 3e              | Victor Sablé           |       | Rad   |

## Système électoral
Pour la première fois depuis 1936, les élections législatives ont lieu au scrutin uninominal majoritaire à deux tours dans des circonscriptions uninominales.
Est élu au premier tour le candidat qui réunit la majorité absolue des suffrages exprimés et un nombre de voix au moins égal au quart (25 %) des électeurs inscrits dans la circonscription. Si aucun des candidats ne satisfait ces conditions, un second tour est organisé entre les candidats ayant réuni un nombre de voix au moins égal à 5 % des suffrages exprimés. Au second tour, le candidat arrivé en tête est déclaré élu.
Le seuil de qualification, basé sur un pourcentage relativement faible des suffrages exprimés, tend à faciliter l'accès au second tour de plus de deux candidats. Les candidats en lice au second tour peuvent ainsi fréquemment être trois, un cas de figure appelé « triangulaire ». Lorsque quatre candidats s'affrontent au second tour, on parle de « quadrangulaire ».

## Résultats

### Résultats à l'échelle du département
| Parti          | Parti                                            | Premier tour | Premier tour | Second tour | Second tour | Sièges |
| Parti          | Parti                                            | Voix         | %            | Voix        | %           | Sièges |
| -------------- | ------------------------------------------------ | ------------ | ------------ | ----------- | ----------- | ------ |
|                | Parti progressiste martiniquais                  | 22 483       | 39,42        | 7 411       | 17,53       | 1      |
|                | Section française de l'Internationale ouvrière   | 14 735       | 25,84        | 17 001      | 40,24       | 1      |
|                | Parti communiste martiniquais                    | 11 338       | 19,88        | 8 862       | 20,97       | 0      |
|                | Parti républicain, radical et radical-socialiste | 5 531        | 9,70         | 8 980       | 21,25       | 1      |
|                | Divers gauche                                    | 2 942        | 5,16         | Retrait     | Retrait     | 0      |
|                |                                                  |              |              |             |             |        |
| Inscrits       | Inscrits                                         | 132 642      | 100,00       | 82 424      | 100,00      | 3      |
| Abstentions    | Abstentions                                      | 73 462       | 55,38        | 39 246      | 47,61       |        |
| Votants        | Votants                                          | 59 180       | 44,62        | 43 178      | 52,39       |        |
| Blancs et nuls | Blancs et nuls                                   | 2 151        | 3,63         | 924         | 2,14        |        |
| Exprimés       | Exprimés                                         | 57 029       | 96,37        | 42 254      | 97,86       |        |

### Résultats par circonscription

#### Première circonscription (Nord - La Trinité)
| Candidat | Candidat                             | Parti          | Premier tour | Premier tour | Second tour | Second tour |  |
| Candidat | Candidat                             | Parti          | Voix         | %            | Voix        | %           |  |
| --- | ------------------------------------ | -------------- | ------------ | ------------ | ----------- | ----------- |  |
| | Emmanuel Véry-Hermence sortant réélu | SFIO           | 8 643        | 40,67        | 10 673      | 47,12       |  |
| | Aristide Maugee                      | PPM            | 5 257        | 24,74        | 7 411       | 32,72       |  |
| | Félix Lamon                          | PCM            | 4 410        | 20,75        | 4 565       | 20,16       |  |
| | Camille Petit                        | Divers gauche  | 2 942        | 13,84        | Retrait     | Retrait     |  |
| |                                      |                |              |              |             |             |  |
| Inscrits | Inscrits                             | Inscrits       | 42 875       | 100,00       | 42 853      | 100,00      |  |
| Abstentions | Abstentions                          | Abstentions    | 21 199       | 49,44        | 19 787      | 46,17       |  |
| Votants | Votants                              | Votants        | 21 676       | 50,56        | 23 066      | 53,83       |  |
| Blancs et nuls | Blancs et nuls                       | Blancs et nuls | 424          | 1,96         | 417         | 1,81        |  |
| Exprimés | Exprimés                             | Exprimés       | 21 252       | 98,04        | 22 649      | 98,19       |  |
| Source : France, Ministère de l'intérieur. Les Elections législatives . Métropole., la Documentation française, 1960 (lire en ligne) |                                      |                |              |              |             |             |  |

#### Deuxième circonscription (Centre - Fort-de-France)
| | Aimé Césaire élu | PPM            | 17 226 | 80,26  |  |  |  |
| | Georges Gratiant | PCM            | 3 000  | 13,98  |  |  |  |
| | Georges Bardol   | SFIO           | 1 238  | 5,77   |  |  |  |
| |                  |                |        |        |  |  |  |
| Inscrits | Inscrits         | Inscrits       | 50 096 | 100,00 |  |  |  |
| Abstentions | Abstentions      | Abstentions    | 27 869 | 55,63  |  |  |  |
| Votants | Votants          | Votants        | 22 227 | 44,37  |  |  |  |
| Blancs et nuls | Blancs et nuls   | Blancs et nuls | 763    | 3,43   |  |  |  |
| Exprimés | Exprimés         | Exprimés       | 21 464 | 96,57  |  |  |  |
| Source : France, Ministère de l'intérieur. Les Elections législatives . Métropole., la Documentation française, 1960 (lire en ligne) |                  |                |        |        |  |  |  |

#### Troisième circonscription (Sud - Le Marin)
| Candidat | Candidat           | Parti          | Premier tour | Premier tour | Second tour | Second tour |  |
| Candidat | Candidat           | Parti          | Voix         | %            | Voix        | %           |  |
| --- | ------------------ | -------------- | ------------ | ------------ | ----------- | ----------- |  |
| | Victor Sablé élu   | Rad            | 5 531        | 38,64        | 8 980       | 45,80       |  |
| | François Duval     | SFIO           | 4 854        | 33,91        | 6 328       | 32,28       |  |
| | Georges Fitt-Duval | PCM            | 3 928        | 27,44        | 4 297       | 21,92       |  |
| |                    |                |              |              |             |             |  |
| Inscrits | Inscrits           | Inscrits       | 39 671       | 100,00       | 39 571      | 100,00      |  |
| Abstentions | Abstentions        | Abstentions    | 24 394       | 61,49        | 19 459      | 49,17       |  |
| Votants | Votants            | Votants        | 15 277       | 38,51        | 20 112      | 50,83       |  |
| Blancs et nuls | Blancs et nuls     | Blancs et nuls | 964          | 6,31         | 507         | 2,52        |  |
| Exprimés | Exprimés           | Exprimés       | 14 313       | 93,69        | 19 605      | 97,48       |  |
| Source : France, Ministère de l'intérieur. Les Elections législatives . Métropole., la Documentation française, 1960 (lire en ligne) |                    |                |              |              |             |             |  |